# 直野資
直野 資（なおの たすく、1945年〈昭和20年〉4月8日 - ）は、日本の声楽家（バリトン、バス）、オペラ歌手、音楽教育者。旧姓：京村。

## 経歴
石川県出身。東洋音楽大学付属高等学校（現：東京音楽大学付属高等学校）卒業。1968年（昭和43年）東京藝術大学音楽学部首席卒業。酒井弘に師事。1969年（昭和44年）同大学院中退。
読売新聞社後援で4回のリサイタルと3回のジョイントコンサートを開催し毎回好評を得る。ソニー新人賞受賞。
1972年（昭和47年） - 1975年（昭和50年）イタリアへ留学。国立パルマ・アリーゴ・ボーイト音楽院を首席で修了。ムジカ・ダ・カメラを主任教授のリタ・ビーニ・デヴォートに、オペラ演奏法をバスのサッサネッリに師事。またミラノでテノールのレオニーダ・ベロンに発声を学ぶ。
オペラ・デビューは1979年（昭和54年）歌舞伎座での長門美保歌劇団プッチーニ『蝶々夫人』のシャープレス。1983年（昭和58年）からは二期会に登場、ブリテン『夏の夜の夢』スターヴリング（仕立屋）アテネの職人が最初の役である。途中、一度1986年（昭和61年）東京室内歌劇場ブリテン『ノアの箱舟』神の声を担当しているが、1984年（昭和59年） - 1987年（昭和62年）は二期会レハール『メリー・ウィドウ』クロモー（ポンテヴェドロ公使館員）のみを担当し、全国興行を行っている。
主役級を演じるのは1987年（昭和62年）二期会ロッシーニ『セビリアの理髪師』フィガロからである。1988年（昭和63年）二期会ビゼー『カルメン』ダンカイロ。1989年（平成元年）二期会ヴェルディ『運命の力』ドン・カルロ、同年の二期会ヴェルディ『椿姫』ジェルモンを好演し「ヴェルディ・バリトン」として評価が確立した。
その後の活躍はめざましく、1991年（平成3年）二期会40周年記念ヴェルディ『リゴレット』タイトルロール、同年の東京二期会プッチーニ『トスカ』スカルピア、1992年（平成4年）東京二期会『カルメン』エスカミリオ、1993年（平成5年）藤原歌劇団『椿姫』ジェルモンと次々に主役級をこなした。特にジェルモンは朝日新聞・畑中良輔、読売新聞・三宅幸夫いずれも絶賛であった。同年は東京二期会ヴェルディ『シモン・ボッカネグラ』タイトルロール、藤原歌劇団ヴェルディ『アイーダ』アモナズロ、日生劇場 松村禎三『沈黙』フェレイラも務め、ジロー・オペラ賞大賞を受賞している。
ブラジルのサンパウロ市立歌劇場に招かれ、『トスカ』スカルピアを歌うなど国際舞台でも活躍。
以後ヴェルディ『イル・トロヴァトーレ』ルーナ伯爵、ウェーバー『魔弾の射手』カスパール、プッチーニ『ジャンニ・スキッキ』ワーグナー『さまよえるオランダ人』ヴェルディ『ナブッコ』いずれもタイトルロール、レオンカヴァッロ『道化師』トニオ、ヴェルディ『ルイザ・ミラー』（日本初演）ミラーなど、プリモバリトンとして活躍した。
1998年（平成10年）からは新国立劇場にも登場し、『蝶々夫人』『ナブッコ』プッチーニ『マノン・レスコー』レスコー、『沈黙』『リゴレット』『トスカ』と手中に収めたレパートリーを披露している。2000年（平成12年）にはびわ湖ホール ヴェルディ『ジャンヌ・ダルク（ジョヴァンナ・ダルコ）』ジャルコにも進出。2001年（平成13年）二期会50周年記念ヴェルディ『ファルスタッフ』タイトルロールを務めるなど、オペラ・ブッファでも力量を示した。2002年（平成14年）新国立劇場では三枝成彰『忠臣蔵』大石内蔵助。2003年（平成15年）愛知芸術文化センターヴェルディ『仮面舞踏会』レナート、新国立劇場ヴェルディ『オテロ』イアーゴ、びわ湖ホール ヴェルディ『シチリア島の夕べの祈り』グイード・ディ・モンフォルテ。2004年（平成16年）新国立劇場 清水脩『俊寛』タイトルロール。2005年（平成17年）東京二期会『椿姫』、『ジャンニ・スキッキ』。2006年（平成18年）『蝶々夫人』、びわ湖ホール ヴェルディ『海賊』。2007年（平成19年）には金沢でも『椿姫』を演じている。2008年（平成20年）、2009年（平成21年）の『トスカ』、同年の『蝶々夫人』を最後に、一旦ステージから遠ざかる。
2003年（平成5年）の東京二期会『蝶々夫人』では公演監督補佐となり、スタッフ側の役目を始める。2008年（平成10年）金沢の『カルメン』で音楽監督、プッチーニ『ラ・ボエーム』で公演監督。2010年代からは専ら公演監督を務める。
2017年（平成29年）2月の東京二期会・ローマ歌劇場との提携公演『トスカ』スカルピアで久しぶりにステージに復帰し、変わらぬ声を聴かせた。
コンサートソリストとしてもベートーヴェン『第九』『ミサ・ソレムニス』、ヴェルディ『レクイエム』、プッチーニ『グローリア・ミサ』等で高い評価を得ている。2018年（平成30年）7月にはサントリーホール ブルーローズで池田直樹ともに『The いぶし銀』題したコンサートを開催している。 
音楽教育者としての取り組みは比較的早い時期から始められており、常葉学園短期大学音楽科講師（1985年 - 1987年）、東京芸術大学音楽学部声楽科講師（1987年 - 2000年）、聖徳大学人文学部音楽文化学科教授(1999年 - 2000年）、東京芸術大学音楽学部声楽科助教授（2000年 - 2005年）を経て2005年（平成17年）より教授。2013年（平成25年）の芸大退官に際して記念演奏会が開催され、門下生が一堂に会した。出演者は以下の通り（ソリストのみ。合唱団での参加も多数） 。ソプラノ：大隅智佳子、高原亜希子、田崎尚美、藤井玲南、田井中悠美、渡邊仁美、齊藤千花。メゾソプラノ：遠藤亜希子、加藤のぞみ。テノール：小原啓楼、志田雄啓、藤丸崇浩、山本耕平、伊藤達人、大田翔。バリトン：小林大祐、今井俊輔、増原英也、吉留倫太郎、湯澤直幹。バス：倉本晋児。他に門下生に田代万里生、岡昭宏などがいる。 
2013年（平成25年）からは東京藝術大学名誉教授。現在は昭和音楽大学音楽学部声楽学科教授。

## エピソード
- 大学院を中退しBGMの音楽系の会社に就職したが、駆け落ち結婚をし、稼がなければいけないと思って、鞄屋に就職。子供も授かった。子供がいたから頑張れた。留学しようとコンクールを受けたがうまくいかず、直野（妻）の父親と和解して、お金を出してくれることになり、単身でイタリアに2年留学したという[4]。
- 1991年（平成3年）二期会プッチーニ『トスカ』でスカルピアを歌い、その時指揮をしたブラジル人指揮者トゥリオ・コラチョッポに招かれて、サンパウロ市立歌劇場の舞台に立った[12]。
- 藝大退官後は昭和音楽大学大学院で教鞭をとり、オペラの舞台では公演監督を勤めてきたが、2017年（平成29年）2月の東京二期会とローマ歌劇場の提携公演『トスカ』スカルピアは一歌手としてオーディションを受けたという[4]。

## 主な受賞歴
- 1963年（昭和38年）毎日新聞社主催全日本学生音楽コンクール 高校生独唱の部優勝[13]
- 1967年（昭和42年）安宅賞[3]
- 1970年（昭和45年）日本演奏連盟ソニー新人賞[13]
- 1971年（昭和46年）日伊声楽コンコルソ入賞[3]
- 1993年度（平成5年度）第21回ジロー・オペラ賞大賞[14]
- 1994年（平成6年）三菱信託財団三菱音楽財団賞[13]

## 楽界活動
- 二期会元幹事[15] （令和2年3月31日まで[16]）
- 日伊音楽協会会員[3]
- 日本声楽アカデミー会員[1]

## 主なディスコグラフィー
- CD ベートーヴェン:交響曲第9番 高関健・佐々木典子S・永井和子A・福井敬T・直野資B・日本センチュリー交響楽団
- CD2枚組 ヴェルディ:レクイエム チョン・ミョンフン、NHK交響楽団、中村智子、西明美、佐野成宏、直野資、二期会合唱団
- CD3枚組 三枝成彰/オペラ『忠臣蔵』全3幕 直野資、佐藤しのぶ、東京オペラ・シンガーズ、二期会合唱団、釜洞祐子、坂本朱、秋葉京子、大友直人、東京交響楽団
- CD2枚組 松村禎三『沈黙』若杉弘、新星日本交響楽団、田代誠、直野資、大島幾雄、宮原昭吾、小林一男、釜洞祐子 2009年08月25日 カメラータ

## 主な放送出演
- NHK-FM ポンキエッリ『ラ・ジョコンダ』バルバナ[2]
- 1988年（昭和63年）フジテレビ主催アフリカ難民救済コンサート[2]
- 1994年（平成6年） - 2009年（平成21年）NHKニューイヤーオペラコンサート[4]
- 2017年（平成29年）1月1日 NHKラジオ第1 『ラジオ深夜便 』明日へのことば 「71歳、人生も舞台も自然体」[8]